# Flint (optyka)

Achromat, tworzony przez szkło crown i flint.

Flint – szkło optyczne o wysokiej zdolności rozszczepiania światła. Razem ze szkłem crown stosowany do korekcji aberracji chromatycznej w układach optycznych np. obiektywach achromat. Szkło flint ma współczynnik załamania światła w granicach 1,55–1,9 (dla czystego szkła: 1,50–1,54) i dużą dyspersję (liczbę Abbego ok. 50–55 lub mniej).

## Przybliżony skład chemiczny
- kwarc (SiO2) – ok. 62%
- tlenek sodu (Na2O) – ok. 6%
- tlenek potasu (K2O) – ok. 8%
- tlenek ołowiu (PbO) –  24%